# 周隆庠
周 隆庠（しゅう りゅうしょう、1905年 - 1969年）は、中華民国の政治家。汪兆銘政権（南京国民政府）の要人。汪兆銘（汪精衛）の日本語通訳を務めた人物として知られる。

## 事跡
日本へ留学し、1932年（民国21年）に九州帝国大学法文学部法科を卒業する。帰国後は汪兆銘（汪精衛）の日本語通訳を務めた。1937年（民国26年）末の時点では、外交部情報司科長兼外交部研究専員となっている。
翌1938年（民国27年）5月、周隆庠は汪兆銘の命を受けて高宗武と共に東京に赴き、日本側との交渉にあたった。1939年（民国28年）5月末、汪兆銘が日本に逃れ、首相の平沼騏一郎らと交渉を行った際には、周が通訳をつとめている。8月、周は汪派の中国国民党中央委員に任命された。11月、周仏海・陶希聖・梅思平と共に、影佐禎昭との間で「日華新関係調整要綱」について交渉を行った（翌月、汪が署名）。
汪兆銘政権発足直前の1940年（民国29年）3月26日、周隆庠は中央政治委員会外交専門委員会委員に任ぜられる。4月、外交部常務次長代理兼亜洲司司長となり、7月には正式に常務次長に任命された。8月、党海外党務委員会委員に指名される。翌1941年（民国30年）2月、東亜聯盟中国総会理事会副秘書長に、5月には清郷委員会総参議に任ぜられた。6月、汪兆銘に随従して日本に赴き、昭和天皇や首相の近衛文麿などとの会談で通訳をつとめた。10月、外交部政務次長となる。
1942年（民国31年）2月、時局策進委員会副秘書長に任ぜられる。翌1943年（民国32年）1月、外交部次長となった。2月に新国民運動促進委員会委員と行政院敵産管理委員会委員に任ぜられる。4月、国民政府政務参賛に、5月、上海フランス専管租界接収委員に任ぜられた。9月、行政院秘書長に昇進した。11月、大東亜会議に出席する汪兆銘に随従し、やはり周が通訳をつとめている。1944年（民国33年）5月、中央政治委員会最高国防会議副秘書長となり、11月に汪が病没すると、国民政府文官長に移り、陳公博の下でも日本語通訳をつとめた。
汪兆銘政権崩壊後の1945年（民国34年）8月25日に、陳公博と共に日本へ亡命したが、10月、帰国を強いられることとなる。周隆庠は反逆罪（いわゆる漢奸の罪）で国民政府から無期懲役を言い渡された。
1969年、上海で病没。享年65。